# Gösta Stoltz
Gösta Leonard Stoltz (Stoccolma, 9 maggio 1904 – Stoccolma, 25 luglio 1963) è stato uno scacchista svedese.
Vinse cinque volte il Campionato svedese (1927, 1928, 1951, 1952 e 1953).
Partecipò con la Svezia a nove olimpiadi degli scacchi: 1927, 1928, 1930, 1931 (oro in 2ª scacchiera), 1933 (bronzo di squadra), 1935 (argento di squadra e bronzo individuale in 2ª scacchiera), 1937, 1952 e 1954.

## Tornei e competizioni individuali
| Torneo                       | Città             | Posizione           | Classifica                                      |
| 1930                         | 1930              | 1930                | 1930                                            |
| ---------------------------- | ----------------- | ------------------- | ----------------------------------------------- |
|                              | Stoccolma         | secondo pari merito | vince Isaac Kashdan                             |
| 1931                         |                   |                     |                                                 |
|                              | Bled              | quarto              | vince Alechin                                   |
|                              | Göteborg          | primo pari merito   | 1º posto Gösta Stoltz, Salo Flohr e Erik Lundin |
| 1932                         |                   |                     |                                                 |
|                              | Swinemünde        | primo               | 1º posto Gösta Stoltz                           |
| 1941                         |                   |                     |                                                 |
|                              | Monaco di Baviera | primo               | 1º posto Gösta Stoltz                           |
| 1946                         |                   |                     |                                                 |
|                              | Praga             | secondo pari merito | vince Miguel Najdorf                            |
|                              | Beverwijk         | secondo             | vince Albéric O'Kelly                           |
| 1947                         |                   |                     |                                                 |
| campionato dei paesi nordici | Helsinki          | primo pari merito   | 1º posto insieme a Eero Böök                    |
| 1948                         |                   |                     |                                                 |
|                              | Stoccolma         | primo               | 1º posto                                        |

Nel 1952, nel torneo interzonale di Saltsjöbaden vince il premio di bellezza per la partita contro Herman Steiner.
Nel 1954 gli fu assegnato dalla FIDE il titolo di Grande maestro.